# Budilovina
Budilovina (em cirílico: Будиловина) é uma vila da Sérvia localizada no município de Brus, pertencente ao distrito de Rasina. A sua população era de 254 habitantes segundo o censo de 2011.

## Demografia
| 1948 | 1953 | 1961 | 1971 | 1981 | 1991 | 2002 | 2011 |
| ---- | ---- | ---- | ---- | ---- | ---- | ---- | ---- |
| 483  | 503  | 459  | 396  | 319  | 307  | 293  | 254  |